# Louis-Philippe-Henri Rausch
Louis-Philippe-Henri Rausch, francoski general, * 1881, † 1945.